# Liste der Baudenkmäler in Schwabsoien

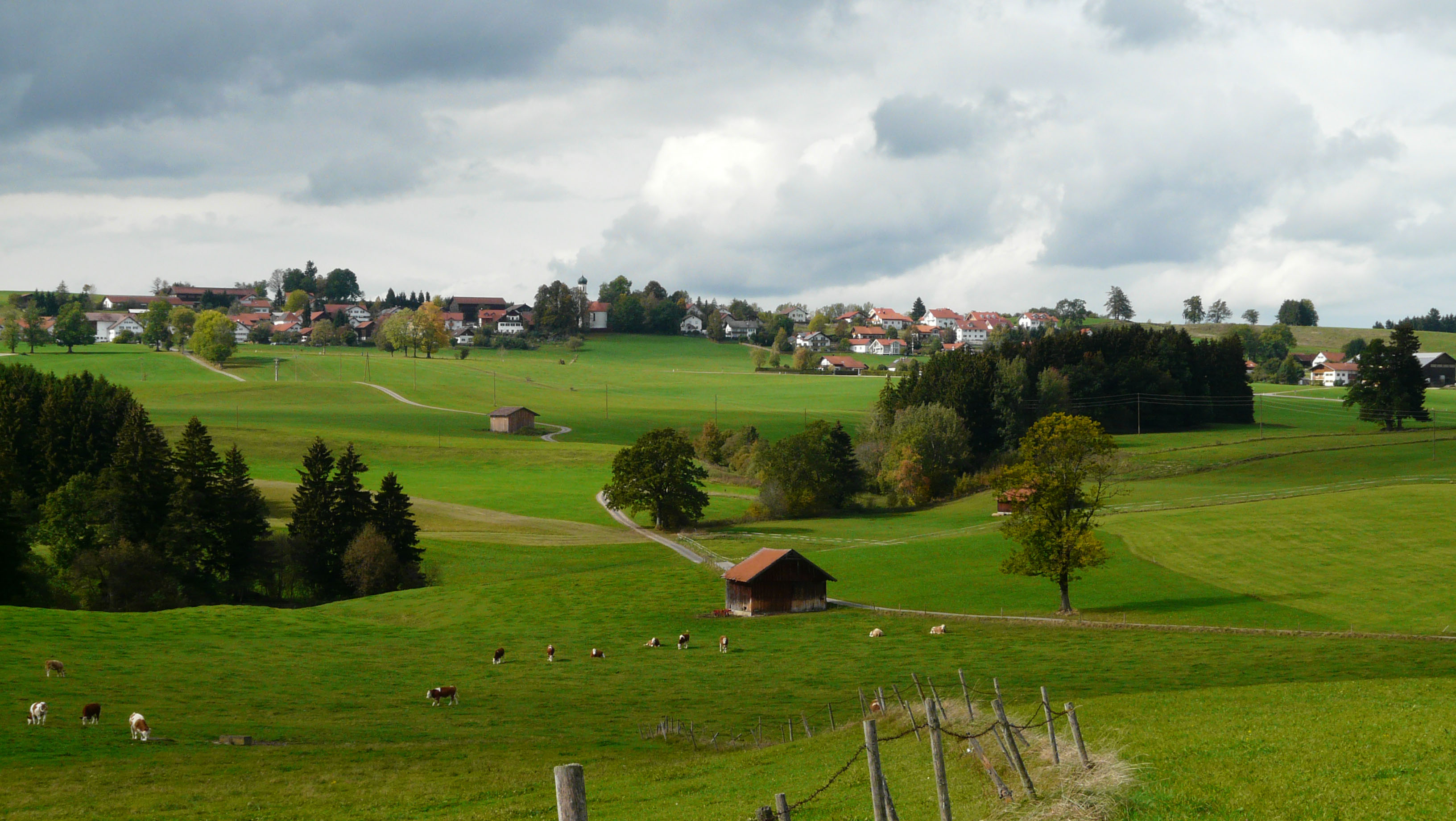
Blick auf den Ortsteil Sachsenried

Auf dieser Seite sind die Baudenkmäler in der oberbayerischen Gemeinde Schwabsoien zusammengestellt. Diese Tabelle ist eine Teilliste der Liste der Baudenkmäler in Bayern. Grundlage ist die Bayerische Denkmalliste, die auf Basis des Bayerischen Denkmalschutzgesetzes vom 1. Oktober 1973 erstmals erstellt wurde und seither durch das Bayerische Landesamt für Denkmalpflege geführt wird. Die folgenden Angaben ersetzen nicht die rechtsverbindliche Auskunft der Denkmalschutzbehörde.

## Baudenkmäler nach Ortsteilen

### Schwabsoien
| Lage                                                                                    | Objekt                              | Beschreibung | Akten-Nr.     | Bild |
| --------------------------------------------------------------------------------------- | ----------------------------------- | --- | ------------- | --- |
| An der Gemeindestraße „Am Kellerberg“ (Standort)                                        | Drei Steinkreuze                    | Spätmittelalterlich, aus Tuffstein. | D-1-90-151-3  | Drei Steinkreuze |
| Füssener Straße (an der Gemeindegrenze zu Schwabbruck) (Standort)                       | Steinkreuz                          | spätmittelalterlich, aus Tuff, leicht schräg stehend (teilweise im Gebiet der Gemeinde Schwabbruck) | D-1-90-151-5  | [[Vorlage:Bilderwunsch/code!/C:47.83128,10.83312!/D:Füssener Straße (an der Gemeindegrenze zu Schwabbruck), Steinkreuz!/\|BW]]                         |
| Füssener Straße (an der Gemeindegrenze zu Schwabbruck, neben dem Steinkreuz) (Standort) | Grenzstein                          | um 1785 (teilweise im Gebiet der Gemeinde Schwabbruck) | D-1-90-151-6  | [[Vorlage:Bilderwunsch/code!/C:47.831281,10.833149!/D:Füssener Straße (an der Gemeindegrenze zu Schwabbruck, neben dem Steinkreuz), Grenzstein!/\|BW]] |
| Hauental (Standort)                                                                     | Grenzstein                          | Bezeichnet mit dem Jahr PB HA, 1785; an der Straße nach Schwabsoien (Landkreisgrenze). | D-1-90-151-17 | BW |
| Landsberger Straße 6 (Standort)                                                         | Katholische Pfarrkirche St. Stephan | Neubau 1824/25 von Matthias Left; mit Ausstattung. | D-1-90-151-1  | weitere Bilder |
| Schmiedestraße (Standort)                                                               | Wasserpumpenhaus                    | Eingeschossiger Ziegelbau mit Satteldach, 1908/09; mit technischer Ausstattung. | D-1-90-151-22 | BW |
| Schmiedestraße 28 (Standort)                                                            | Ehemalige Hammerschmiede            | Schmiede, eingeschossiger Satteldachbau, im Kern wohl spätmittelalterlich, Umbauten und Erweiterungen in der Frühen Neuzeit und im 20. Jahrhundert, Schornsteine erneuert; mit technischer Ausstattung; Mühlkanal mit Aquädukt, aus Tuffstein, bez. 1874, und Weiher; Kohlenstadel, eingeschossiger Satteldachbau, 1825; Meisterhaus, zweigeschossiger Satteldachbau über L-förmigem Grundriss, 1914. | D-1-90-151-29 | weitere Bilder |
| Schongauer Straße 9 (Standort)                                                          | Bauernhaus                          | Zweigeschossiger Satteldachbau mit westlich anschließendem Wirtschaftsteil, 1824 errichtet, später verändert. | D-1-90-151-21 | Bauernhaus |
| In der Forstabteilung III, 10 ()                                                        | Triebstein                          | Grenzstein der umliegenden Viehtrieb-Bereiche, bezeichnet mit dem Jahr 1712. | D-1-90-151-7  | |
| In der Forstabteilung III, 7 d ()                                                       | Triebstein                          | Grenzstein der umliegenden Viehtrieb-Bereiche, bezeichnet mit dem Jahr 1712. | D-1-90-151-8  | |
| An der Straße nach Sachsenried (Standort)                                               | Zwei Steinkreuze                    | Spätmittelalterlich, aus Tuffstein. | D-1-90-151-4  | BW |

### Dietlried
| Lage                                                             | Objekt       | Beschreibung                                                                           | Akten-Nr.     | Bild |
| ---------------------------------------------------------------- | ------------ | -------------------------------------------------------------------------------------- | ------------- | --- |
| In Dietlried (Standort)                                          | St. Leonhard | Katholische Kapelle, 1830 erbaut; mit Ausstattung.                                     | D-1-90-151-9  | St. Leonhard                                                                                             |
| In Dietlried (neben der Kapelle) (Standort)                      | Grenzstein   | Bezeichnet mit dem Jahr HA - PfB 42, um 1785; ehemals in Sachsenried, Reitleriedweg 4. | D-1-90-151-12 | [[Vorlage:Bilderwunsch/code!/C:47.84106,10.78599!/D:In Dietlried (neben der Kapelle), Grenzstein!/\|BW]] |
| In Dietlried (neben der Kapelle) (Standort)                      | Grenzstein   | Bezeichnet mit dem Jahr 1521; ehemals in Sachsenried, Reitleriedweg 4.                 | D-1-90-151-13 | [[Vorlage:Bilderwunsch/code!/C:47.84106,10.78603!/D:In Dietlried (neben der Kapelle), Grenzstein!/\|BW]] |
| In Dietlried (neben der Kapelle) (Standort)                      | Hauptstein   | Bezeichnet mit dem Jahr HA 1785.                                                       | D-1-90-151-19 | [[Vorlage:Bilderwunsch/code!/C:47.84106,10.78606!/D:In Dietlried (neben der Kapelle), Hauptstein!/\|BW]] |
| In Dietlried (neben der Kapelle) (Standort)                      | Triebstein   | Grenzstein der umliegenden Viehtrieb-Bereiche, bezeichnet mit dem Jahr 1712.           | D-1-90-151-20 | [[Vorlage:Bilderwunsch/code!/C:47.84106,10.78595!/D:In Dietlried (neben der Kapelle), Triebstein!/\|BW]] |
| Südöstlich des Weilers an der Straße nach Sachsenried (Standort) | Wegkreuz     | Stein, bezeichnet mit dem Jahr 1890, mit Sockelrelief.                                 | D-1-90-151-18 | Wegkreuz                                                                                                 |

### Sachsenried
| Lage                                      | Objekt                             | Beschreibung | Akten-Nr.     | Bild                 |
| ----------------------------------------- | ---------------------------------- | --- | ------------- | -------------------- |
| Hauptstraße 29 (Standort)                 | Ehemaliges Forsthaus               | Zweigeschossiger Walmdachbau von 1911 mit großen Gauben und nördlich anschließendem, niedrigem Wirtschaftsflügel.                                                                                           | D-1-90-151-16 | Ehemaliges Forsthaus |
| Kirchenstraße 10 (Standort)               | Katholische Pfarrkirche St. Martin | Katholische Pfarrkirche, im Kern gotisch, 1744 und Folgejahre erweitert und 1753 f. umgestaltet; mit Ausstattung. – Im Friedhof Sammlung von 60 schmiedeeisernen Grabkreuzen, Ende 17. bis 20. Jahrhundert. | D-1-90-151-10 | weitere Bilder       |
| Kirchenstraße 10 (im Friedhof) (Standort) | Grenzstein                         | Hauptstein VIII der Grenzvermessung 1785, aus dem Sachsenrieder Forst in den Friedhof transloziert. | D-1-90-151-11 | Grenzstein           |
| Westlich des Ortes (Standort)             | Feldkapelle                        | Um 1730/40. | D-1-90-151-14 | Feldkapelle          |